# Dendrocerotaceae
Dendrocerotaceae é uma família de plantas não vasculares pertencente à divisão Anthocerotophyta do filo de plantas Bryophyta. Seu nome vem do grego “δέντρο” (árvore) e “κέρατο” (chifre), significando então “chifre de árvore” devido ao hábito do gênero Dendroceros, que cresce em cima de troncos de árvores.

## Descrição
Os membros da família Dendrocerotaceae possuem corpo taloso, com o esporófito crescendo sobre o gametófito. O esporófito possui estômatos para realizar trocas gasosas com o ambiente e apresenta crescimento intercalar indefinido, podendo produzir esporos durante um longo período.
Entre Dendrocerotaceae, o gênero Dendroceros, que dá nome ao grupo, é exclusivamente epífita, vivendo predominantemente sobre trepadeiras lenhosas, lianas, cascas de árvores e galhos.
Os quatro gêneros de Dendrocerotaceae compartilham algumas características, como ter uma cápsula sem estômatos, elatérios com mais de uma célula (também chamados de pseudo-elatérios) helicoidais e um único anterídio por câmara anteridial.

## Gêneros
- Dendroceros
- Megaceros
- Nothoceros
- Phaeomegaceros

## Relações filogenéticas e diversidade taxonômica
Filogenia atual.

|  | Nothoceros (Schuster 1987) Hasegawa 1994                                          |
|  |                                                                                   |
|  | \| \| Megaceros Campbell 1907 \| \| \| \| \| \| Dendroceros Nees 1846 \| \| \| \| |
|  |                                                                                   |
|  | Megaceros Campbell 1907                                                           |
|  |                                                                                   |
|  | Dendroceros Nees 1846                                                             |
|  |                                                                                   |

|  | Megaceros Campbell 1907 |
|  |                         |
|  | Dendroceros Nees 1846   |
|  |                         |

|  | Nothoceros (Schuster 1987) Hasegawa 1994                                          |
|  |                                                                                   |
|  | \| \| Megaceros Campbell 1907 \| \| \| \| \| \| Dendroceros Nees 1846 \| \| \| \| |
|  |                                                                                   |
|  | Megaceros Campbell 1907                                                           |
|  |                                                                                   |
|  | Dendroceros Nees 1846                                                             |
|  |                                                                                   |

|  | Megaceros Campbell 1907 |
|  |                         |
|  | Dendroceros Nees 1846   |
|  |                         |

Existem cerca de 300 espécies de antóceros pelo mundo, divididas em 5 famílias:
- Leiosporocerotaceae
- Anthocerotaceae
- Notothyladaceae
- Phymatocerotaceae
- Dendrocerotaceae

Dentro de Dendrocerotaceae, para os gêneros Megaceros, Nothoceros e Phaeomegaceros não há estudos o suficiente que permitam concluir que sejam linhagens monofiléticas. Porém, é consenso que Nothoceros são Dendrocerotaceae do velho mundo, e Megaceros são do novo mundo.
As seguintes espécies da família Dendrocerotaceae são encontradas no Brasil:
- Dendroceros breutelii Nees[4]
- Dendroceros crispatus Nees[4]
- Dendroceros crispus Nees[4]
- Dendroceros rigidus[4]
- Nothoceros vincentianus[5]
- Megaceros vicentianus[6]

## Distribuição geográfica
Dendrocerotaceae são briófitas, portanto é de se esperar que sua resistência a locais secos seja baixa. O gênero Dendroceros, por exemplo, é frequente no Neotrópico, ou seja, em regiões temperadas, subtemperadas e tropicais. Além desses locais, há ocorrência em regiões da África, China e nas ilhas do Pacífico.
No Brasil, as Dendrocerotaceae são exclusivas de florestas úmidas, sendo predominantemente encontradas na Mata Atlântica, na região sudeste do país. Considerando o seu hábito de epifitismo, além da necessidade de locais com mais sombra, esse tipo de ambiente é ideal para várias espécies da família.